# Richard M. Weaver
Richard Malcolm Weaver jr. (* 3. März 1910 in Asheville; † 1. April 1963 in Chicago) war ein US-amerikanischer Anglist, Ideenhistoriker und Hochschullehrer. Er gilt als zentrale Gestalt des Konservatismus in den USA.
Weaver besuchte die Lincoln Memorial Academy in Harrogate (Tennessee) und die University of Kentucky 1927 bis 1932. Dann studierte er Englische Literatur an der Vanderbilt University in Alabama und lernte dort das antizentralistische Agrarian Southern Movement kennen. Zur Promotion ging er 1940 an die Louisiana State University, wo er den Platoniker Eric Voegelin hörte. Er lehrte vor und nach der Promotion 1943 an den Universitäten von Auburn, Texas (1937–1940), Nordcarolina, Chicago (ab 1944).
Anfangs war Weaver ein Sozialist. Er wurde dann stark durch die Ideenlehre Platons und den Südstaatenkonservatismus geprägt. Seine Hauptwerke Ideas Have Consequences (1948) und The Ethics of Rhetoric (1953) zogen daraus politische und ästhetische Konsequenzen für das 20. Jahrhundert. In den 1940er/1950er Jahren gehörte er zur Gruppe New Conservatives in den USA (Senator Strom Thurmond, Daniel J. Boorstin (The Genius of American Politics), Peter Viereck (Conservatism: From John Adams to Churchill), Russell Kirk (The Conservative Mind), Robert Nisbet (Quest for Community), Frank Meyer, später Irving Kristol, Daniel Moynihan).
Von Platon und dem Universalismus ausgehend, bezweifelte er den Fortschritt durch die Maschinen. Dies bezog er auf die Waffentechnik, aber auch den Buchdruck, der zum Lesen fragwürdiger Werke geführt, also letztlich von der ewigen Wahrheit weggeführt habe. Er übte fundamentale Kritik am Zerfall des Westens in sittlicher und kultureller Hinsicht und wollte zu dauerhaften Werten zurückkehren. Gleichheit sei unnatürlich. Das Leben in den Südstaaten mit Hierarchien, Ritterlichkeit und Religiosität wurde verherrlicht („the last non-materialist civilization in the Western world“), ohne jeden Blick auf den Rassismus. In der Bildung wollte er an den Liberal Studies, z. B. an Milton als Lektüre, festhalten.

## Schriften
- Ideas Have Consequences, University of Chicago Press, 1948. Neudruck 2013, ISBN 978-0-226-87680-1.
- The Ethics of Rhetoric (1953), Neudruck Routledge, 1995. ISBN 978-0-9611800-2-7.
- Rhetoric and Composition Handbook, 2nd ed,, Holt, Rinehart, and Winston, 1967.
- Visions of Order The Cultural Crisis of Our Time (1964 posthum), Bryn Mawr PA: ISI Press, 1995.
- Life without Prejudice and Other Essays, Chicago: Henry Regnery, 1965.
- The Southern Tradition at Bay (1968), Washington DC: Regnery Gateway, 1989. Neudruck 2021, ISBN 978-1-68451-181-5.